# 아서 차토
아서 로버트 나타니엘 차토(Arthur Robert Nathaniel Chatto, 1999년 2월 5일 ~ )는 대니얼 차토와 레이디 사라 차토의 차남이다. 조부모는 제1대 스노든 백작 안토니 암스트롱존스와 영국 공주 마거릿이며 형은 새뮤얼 차토이다. 2025년 현재 왕위 계승 서열 31위이다.